# Reação de acoplamento
Uma reação de acoplamento em química orgânica é uma nomenclatura genérica para toda uma classe de reações em química organometálica onde dois fragmentos de hidrocarbonetos são acoplados com a ajuda de um catalisador metálico. Em um tipo de reação importante, um grupo composto organometálico principal do tipo RM (R = fragmento orgânico, M = centro do grupo principal) reage com um haleto orgânico do tipo R'X com formação de uma nova ligação carbono-carbono no produto R-R'
Richard F. Heck, Ei-ichi Negishi e Akira Suzuki foram agraciados com o Nobel Prêmio Nobel de Química 2010 pelo desenvolvimento de reações de acoplamento cruzado catalisadas com paládio.
Em termos gerais, são reconhecidos dois tipos de reações de acoplamento:
- heteroacoplamento acopla dois parceiros diferentes, por exemplo, a reação de Heck de um alceno (RC=CH) e um haleto de alquila (R'-X) resultando em um alceno substituído (RC=CR').
- homoacoplamento acopla dois parceiros idênticos, por exemplo, o acoplamento de Glaser de duas acetilidas (RC≡CH) para formar um dialquino (RC≡C-C≡CR).

## Mecanismo
O mecanismo de reação geralmente inicia com a adição oxidativa de um haleto orgânico ao catalisador. Subsequentemente, o segundo parceiro sofre transmetalação, o que coloca ambos os parceiros de acoplamento no mesmo centro metálico enquanto eliminando os grupos funcionais. A etapa final é a eliminação redutiva dos dois fragmentos de acoplamento para regenerar o catalisador e produzir o produto orgânico. Grupos orgânicos insaturados acoplam-se mais facilmente em parte porque eles adicionam-se prontamente. O intermediário também são menos propensos a eliminação de hidreto beta.
Em um estudo computacional, grupos orgânicos insaturados demonstraram sofrer reação de acoplamento muito mais facilmente sobre o centro metálico. As taxas para eliminação redutiva seguiram a seguinte ordem:
vinil-vinil > fenil-fenil > alquinil-alquinil > alquil-alquil
As barreiras de ativação e as energias de reação para acoplamentos R-R′ assimétricos foram encontrados perto das médias dos valores correspondentes dos R-R simétricos e reações de acoplamento R′-R′; por exemplo: vinil-vinil > vinil-alquil > alquil-alquil.
Outros mecanismos abordados propõe que especialmente em soluções aquosas, o acoplamento realmente ocorre através de um mecanismo radical em vez de um assistido por metal.  A maioria dos mecanismos de reações de acoplamento variam ligeiramente desta forma generalizada.